# Монрад, Дитлев Готгард
Дитлев Готхард Монрад (24 ноября 1811, Копенгаген — 28 марта 1887, Нюкёбинг) — датский политический деятель и публицист, епископ, член Национальной либеральной партии.
Несколько раз был министром, а в 1863 г. занял пост премьер-министра и взял на себя неблагодарную задачу ведения Австро-прусско-датской войны 1864 г.
После неудачного для Дании исхода войны Монрад эмигрировал в Новую Зеландию, поселившись в Палмерстон-Норт. Позднее потерял свое имущество во время восстания маори, вернулся в Данию и вновь стал епископом и членом фолькетинга. Кроме проповедей и переводов Иова и Исаии, он напечатал: «Liberalismens Gjenmaele til Bishop Martenssens sociale Ethik» (1878), «Politiske Breve» (1874—82), «Das alte Neuseeland» (2 изд., Норден, 1885) и «Laurentius Valla und das Konzil zu Florenz» (Гота, 1881).